# Cathédrale de Tønsberg
La cathédrale de Tønsberg (norvégien : Tønsberg domkirke) est une cathédrale luthérienne de la municipalité de Tønsberg dans le comté de Vestfold en Norvège, elle fait partie de l'Église de Norvège et est le siège du Diocèse de Tønsberg. Autrefois une simple église, elle fut élevée au rang de Cathédrale en 1948, quand le Diocèse fut créé, le séparant de celui d'Oslo.
L'église fut bâtie sur les ruines de l'Église Saint-Laurent, qui avait été bâtie au début du XIIe siècle et détruite en 1814. Il s'agit d'une église de type gothique, imaginée par l'architecte norvégien Christian Heinrich Grosch et complétée en 1858. Elle fut rénovée en 1939.